# Linia kolejowa nr 958
Linia kolejowa 958 – jednotorowa, zelektryfikowana linia kolejowa znaczenia miejscowego, łącząca rozjazdy 203, 301 i 302 w rejonie RTB stacji Rybnik Towarowy.